# Geranium trujillense
Geranium trujillense är en näveväxtart som beskrevs av Carlos Aedo. Geranium trujillense ingår i släktet nävor, och familjen näveväxter. Inga underarter finns listade i Catalogue of Life.